# Drepanosticta centrosaurus
Drepanosticta centrosaurus – gatunek ważki z rodziny Platystictidae.